# Noah Loosli
Noah Loosli (Zurigo, 23 gennaio 1997) è un calciatore svizzero, difensore del Greuther Fürth in prestito dal Bochum.

## Caratteristiche tecniche
È un difensore centrale.

## Carriera

### Club
Cresciuto nel settore giovanile del Grasshoppers, debutta in prima squadra il 21 novembre 2015 in occasione dell'incontro di Super League vinto 2-0 contro il Vaduz. Nel 2016 viene ceduto in prestito al Wohlen dove trova continuità giocando 19 incontri in Challenge League e segna la sua prima rete in carriera, contro l'Aarau. L'anno successivo passa in prestito allo Sciaffusa ma nel mercato invernale il trasferimento viene interrotto, con il giocatore che si trasferisce a titolo definitivo al Losanna.

### Nazionale
Ha giocato nelle nazionali giovanili svizzere Under-17, Under-19, Under-20 ed Under-21.

## Statistiche
Statistiche aggiornate al 6 dicembre 2020.

### Presenze e reti nei club
| Stagione        | Squadra         | Campionato      | Campionato | Campionato | Coppe nazionali | Coppe nazionali | Coppe nazionali | Coppe continentali | Coppe continentali | Coppe continentali | Altre coppe | Altre coppe | Altre coppe | Totale | Totale | Totale |
| Stagione        | Squadra         | Comp            | Pres       | Reti       | Comp            | Pres            | Reti            | Comp               | Pres               | Reti               | Comp        | Pres        | Reti        | Pres   | Reti   |        |
| --------------- | --------------- | --------------- | ---------- | ---------- | --------------- | --------------- | --------------- | ------------------ | ------------------ | ------------------ | ----------- | ----------- | ----------- | ------ | ------ | ------ |
| 2015-2016       | Grasshoppers    | ASL             | 1          | 0          | CS              | 0               | 0               |                    | -                  | -                  |             | -           | -           | 1      | 0      |        |
| 2016-2017       | Wohlen          | ChL             | 19         | 1          | CS              | 0               | 0               |                    | -                  | -                  |             | -           | -           | 19     | 1      |        |
| 2017-gen. 2018  | Sciaffusa       | ChL             | 12         | 0          | CS              | 1               | 0               |                    | -                  | -                  |             | -           | -           | 13     | 0      |        |
| gen.-giu. 2018  | Losanna         | ASL             | 14         | 0          | CS              | 0               | 0               |                    | -                  | -                  |             | -           | -           | 14     | 0      |        |
| 2018-2019       | Losanna         | ChL             | 21         | 4          | CS              | 1               | 0               |                    | -                  | -                  |             | -           | -           | 22     | 4      |        |
| 2019-2020       | Losanna         | ChL             | 24         | 2          | CS              | 3               | 0               |                    | -                  | -                  |             | -           | -           | 27     | 2      |        |
| 2020-2021       | Losanna         | ASL             | 10         | 0          | CS              | 0               | 0               |                    | -                  | -                  |             | -           | -           | 10     | 0      |        |
| Totale carriera | Totale carriera | Totale carriera | 101        | 7          |                 | 5               | 0               |                    | -                  | -                  |             | -           | -           | 106    | 7      |        |

## Palmarès
- Challenge League: 1

Losanna: 2019-2020